# Канал Москва
Канал „Москва“ (на руски: Канал имени Москвы, съкратено КиМ), именуван канал Москва – Волга „Й. В. Сталин“ до 1947 година, е речен канал, свързващ реките Москва и Волга.
Протича през територията на Московска област и Москва. Построен е за 4 години и е открит на 15 юли 1937 г. При строежа са използвани основно затворници от ГУЛАГ, които към 1935 г. достигат 196 хиляди души, от които 22 842 загиват само в болниците.

## География
Дължината на канала е 128 км. Ширината му по повърхността е 85 м, по дъното – 45 м, а дълбочината е 5,5 м. Надморската височина при входа е 124 метра, а в Москва – 126 м. На канала са изградени 11 шлюза и 10 бента (3 бетонни и 7 земни).
Каналът започва от водохранилището на Волга край Иванково, близо до гр. Дубна, и се свързва с р. Москва в района на кв. Тушино, в северозападната част на Москва.
Чрез тази връзка с р. Волга гр. Москва има връзка с 5 морета – Бяло море, Балтийско море, Каспийско море, Азовско море и Черно море, поради което е наричан град на 5-те морета.

## Използване
Освен за транспортни цели, каналът служи и като основен източник за снабдяване на Москва с вода (около 50%), както и като място за отдих с изградени плажни зони.